# Kenneth Kainz
Kenneth Kainz, né le 22 mai 1970 à Elseneur (Danemark), est un réalisateur danois.

## Filmographie partielle

### Au cinéma
- 1996 : De nye lejere
- 1998 : Nøglebørn
- 1999 : Genfærd
- 1999 : En sjælden fugl
- 2000 : Zacharias Carl Borg
- 2006 : Rene hjerter
- 2010 : Parterapi
- 2013 : Otto er et næsehorn
- 2015 : Skammerens datter

### À la télévision
- 2001 : De udvalgte (série TV)